# Опопанакс (смола)
Опопана́кс (фр. opopanax от греч. opos растительный сок, и греч. panax — лекарство, снадобье = целебное растение), или опопонакс, также сладкая мирра, женская мирра, бизабол, — ароматная смола нескольких видов растений рода Коммифора (семейство Бурзеровые): Commiphora guidottii, Commiphora erythraea, Commiphora kataf.
Запах интенсивно сладкий, бальзамический, лёгкий, верхние ноты свежие с пряным пудрово-смолистым цветочным ароматом.

## Состав
Commiphora erythraea и Commiphora guidottii содержат сесквитерпеноиды цис-альфа-бисаболен, сантален, оцимен.
Химические компоненты масла Commiphora erythraea: транс-бетта-оцимен 26,2 %; альфа-сантален 14,2 %; цис- и транс-альфа-бисаболен 14,2 %
Химические компоненты масла Commiphora guidottii: оцимен 27,8 %; санталол 24,4 %; бергамотен 4,1 %; гермакрен D 5,7 %; цис-альфа-бисаболен 8,1 %.

## Другие растения с названием «опопанакс»
Существует растение Opopanax chironium W.D.J.Koch семейства Зонтичные, которое произрастает в Иране, Средиземноморье и Азии. Из него также добывают камедь, но только из корней и прикорневой части стебля. Запах напоминает сельдерей с животным оттенком, характеризуемый иногда как «зловонный».
Акацию Фарнеза (Acacia farnesiana) также часто называют опопанаксом.

## Применение
Применяется в парфюмерии высокого класса, так как компонент довольно дорогой.
Ароматы с запахом опопанакса:
- Shalimar Guerlain
- Coco Mademoiselle Chanel
- Honour Woman Amouage
- Shaal Nur Etro
- Sweet Redemption Kilian
- Aedes de Venustas L'Artisan Parfumeur
- Incensi Lorenzo Villoresi
- Oud Luban Aftelier
- Or des Indes Maître Parfumeur et Gantier
- Cedrat Intense Parfums de Nicolaï
- Les Quatre Saisons — Winter Delice Guerlain
- Casmir Fragrance Festival White Chopard
- Bogner for Man Bogner
- Flower Edition d’Artistes Kenzo
- Imperial Opoponax Les Nereides[2]

Опопанакс добавляют в ликёры, чтобы придать им «винный» оттенок вкуса и/или запаха.
Применяется в кондитерской промышленности для ароматизации конфет и печенья. Также употребляется в восточной медицине и косметологии.